# Рудина (Кисуцке Нове Место)
Рудина (слч. Rudina) насељено је мјесто са административним статусом сеоске општине (слч. obec) у округу Кисуцке Нове Место, у Жилинском крају, Словачка Република.

## Становништво
| Година:    | 1994. | 2004.   | 2014.   | 2024.   |
| ---------- | ----- | ------- | ------- | ------- |
| Број људи: | 1497  | 1645    | 1743    | 1799    |
| Разлика:   |       | +9,88 % | +5,95 % | +3,21 % |

| Година:    | 2023. | 2024.   |
| ---------- | ----- | ------- |
| Број људи: | 1803  | 1799    |
| Разлика:   |       | -0,22 % |

Према подацима о броју становника из 2023. године насеље је имало 1.803 становника.